# Otočić Srakane Vele
Otočić Srakane Vele är en ö i Kroatien.   Den ligger i länet Gorski kotar, i den sydvästra delen av landet, 190 km sydväst om huvudstaden Zagreb. Arean är 1,3 kvadratkilometer.
Terrängen på Otočić Srakane Vele är platt. Öns högsta punkt är 47 meter över havet. Den sträcker sig 2,6 kilometer i nord-sydlig riktning, och 2,3 kilometer i öst-västlig riktning.